# Andrea Edenharter

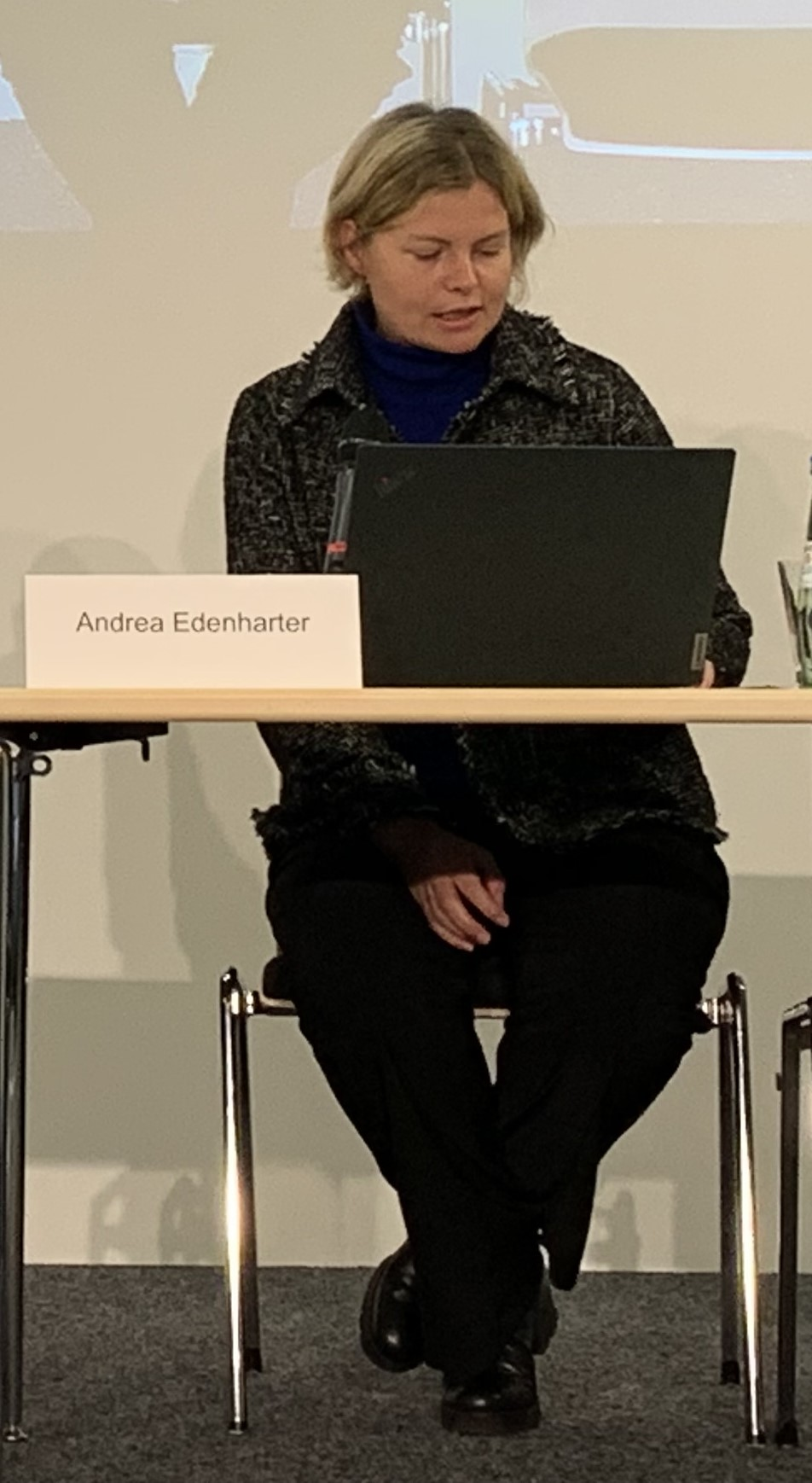
Andrea Edenharter (2023)

Andrea Edenharter (* 22. Januar 1985 in Amberg) ist eine deutsche Rechtswissenschaftlerin und Universitätsprofessorin.

## Leben
Edenharter studierte Rechtswissenschaft an der Universität Regensburg, wo sie 2013 bei Robert Uerpmann-Wittzack promoviert wurde und sich 2017 habilitierte. Forschungsaufenthalte führten sie an die Universitäten Bern und Oxford. Nach Lehrstuhlvertretungen an den Universitäten Heidelberg und Jena wurde sie 2019 als Professorin für Verwaltungsrecht, insb. Wirtschaftsverwaltungsrecht sowie Allgemeine Staatslehre an die Fernuniversität Hagen berufen.
Ihre Forschungsschwerpunkte liegen im deutschen Baurecht, Europarecht, deutschen und europäischen Grundrechtsschutz sowie im Religionsverfassungsrecht. In diesem Zusammenhang hat sie insbesondere zum Konflikt zwischen Bundesverfassungsgericht und Europäischem Gerichtshof um das kirchliche Arbeitsrecht Stellung bezogen. Ihre preisgekrönte Dissertation zu den rechtlichen Herausforderungen des demografischen Wandels hat der Sachverständigenrat für Umweltfragen 2016 in seinem Jahresgutachten für den Deutschen Bundestag herangezogen.
Edenharter ist Mitglied im Vorstand des Dimitris-Tsatsos-Instituts für Europäische Verfassungswissenschaften.

## Schriften (Auswahl)
- Der demografische Wandel als Herausforderung für das Raumordnungsrecht und das Baurecht. Duncker & Humblot, Berlin 2014, ISBN 978-3-428-14294-1.
- Grundrechtsschutz in föderalen Mehrebenensystemen. Mohr Siebeck, Tübingen 2018, ISBN 978-3-16-156013-2.
- mit Ulrich Battis: Einführung in das Verfassungsrecht. Staatsorganisationsrecht und Grundrechte. 7. Auflage, De Gruyter, Berlin 2022, ISBN 978-3-11-071112-7.